# Callander (Schottland)
Callander ist eine kleine Stadt in der Council Area Stirling in Schottland, am Teith. Die Stadt liegt in der ehemaligen Grafschaft Perthshire und ist ein populäres Touristenziel in den Highlands. In Callander befindet sich der Sitz des Clanranald Trust for Scotland, einer gemeinnützigen Organisation, deren Projekt der Bau des mittelalterlichen Dorfes Duncarron ist.

## Lage

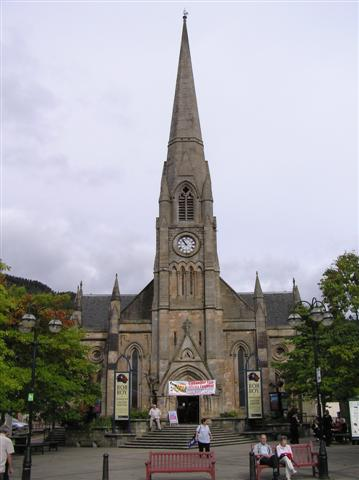
St. Kessog's Church

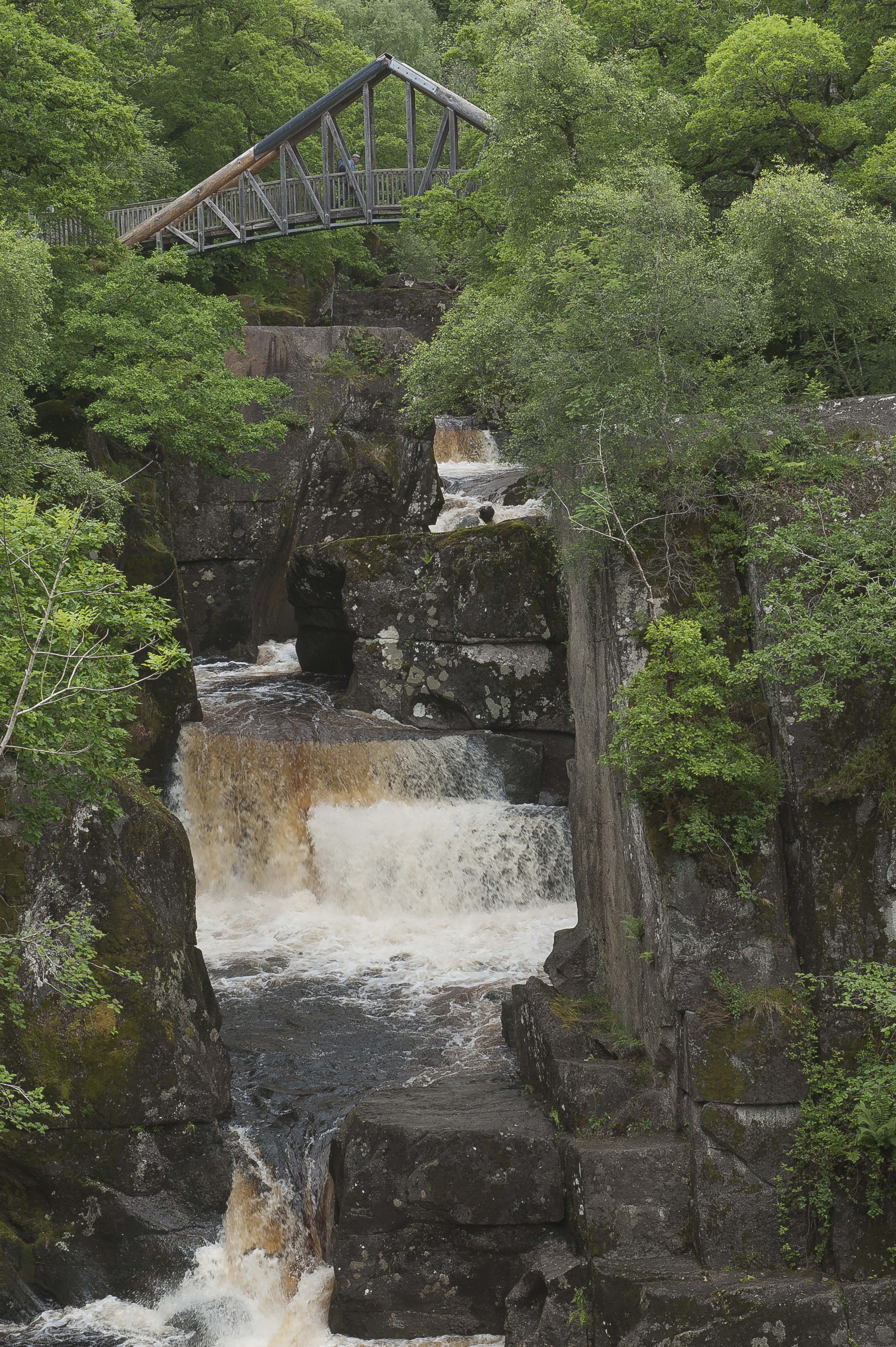
Bracklinn Falls

Die Stadt dient als östlicher Zugang zum Loch Lomond and the Trossachs National Park, dem ersten Nationalpark Schottlands. Entsprechend seiner Lage wird Callander oft als Tor zu den Highlands bezeichnet. In der ehemaligen St.-Kessogs-Kirche ist heute das Touristeninformationszentrum untergebracht.
Geprägt wird das Bild der Stadt durch die Felswände im Norden, ein sichtbarer Teil des Highland Boundary Fault, welche 343 m hoch sind. Örtliche Wanderwege führen über die Bracklinn Falls, die Meadows, Callander Crags und die Wood Walks. Die Stadt liegt an dem Trossachs Bird of Prey Trail.
Callander ist eine der 42 Community Council Areas in Stirling.

## Geschichte

### Schlacht bei Callander
1645, während der Montrosefeldzüge, fand eine Schlacht bei Callander zwischen den Campbells von Argyll und den Atholls statt. Die Campbells griffen die McGregors und die McNabs wegen ihrer Treue zu Montrose an. Während der Belagerung von Castle Ample erreichte die Nachricht von 700 vorrückenden Männern der Atholl unter Inchbrakie die Campbells. Diese zogen sich in südlicher Richtung zurück. Als die Campbells aber eine Furt in der Nähe des Dorfes Callander überquerten, wurden sie eingeholt und waren gezwungen, eine Schlacht zu schlagen. Inchbrakie ließ einen Teil seiner Truppen angreifen, während eine andere Abteilung heimlich zu einer Furt flussaufwärts, nahe der heutigen Brücke, marschierte. Die Furt war rasch überquert und die Campbells wurden unerwartet nun auch von hinten angegriffen, zerstreuten sich und flohen. Sie mussten 80 ihrer Männer tot zurücklassen.

### Seit dem 19. Jahrhundert
Callander war ab dem 1. Juli 1858 Endstation einer Bahnstrecke von Dunblane. Ein zweiter Bahnhof wurde am 1. Juli 1870 etwa 800 m westlich hinter dem Dreadnought Hotel eröffnet, als die Eisenbahnstrecke nach Killin und Oban erweitert wurde. Er wurde am 5. November 1965 geschlossen. Die Abschnitte der ehemaligen Callander and Oban Railway zwischen Callander und Strathyre und zwischen Balquhidder und Killin gehören heute zum National Cycle Network (Route 7) und zum Rob Roy Way.
Aus Callander stammt Helen Duncan, die letzte Person die nach dem Witchcraft Act von 1735  ins Gefängnis gesperrt wurde.
Callander erlangte in den 1960er Jahren Bekanntheit als Kulisse von Tannochbrae in der Fernsehserie Dr Finlay’s Casebook.
Die McLaren High School unterrichtet Schüler im Alter von 12 bis 18 Jahren mit einem Einzugsgebiet von Tyndrum bis Inversnaid.

## Jährliche Veranstaltungen
- Callander X 10k (29. April 2012)[7]
- Callander World Highland Games (28.–29. Juli 2012)[8]
- Trossachs Beer Festival (24. August–3. September 2012)[9]
- Callander Jazz & Blues Festival (28.–30. September 2012)[10]